# Tamba dinawa
Tamba dinawa là một loài bướm đêm trong họ Noctuidae.